# BPSK

Konstelační diagram BPSK.

Binární – fázové klíčování (Binary-Phase Shift Keying, BPSK)  je digitální modulace založená na posunutí fáze harmonické nosné vlny o 0° nebo 180° v závislosti na hodnotě binárního modulačního signálu. Modulace BPSK je ekvivalentní s fázovou modulací (PM) digitálního signálu a také s amplitudovou modulací s oběma postranními pásmy a potlačenou nosnou (DSB-SC) pásmového signálu s bipolárním digitálním signálem. Na následujícím obrázku je uveden  časový průběh modulovaného signálu DSB-SC s použitým předmodulačním filtrem. Z tohoto průběhu vyplývá, že použitím předmodulačního filtru pro modulovaný BPSK signál vzniká DSB-SC modulovaný signál.

## Matematický popis
Okamžitou hodnotu signálu PSK lze obecně vyjádřit vztahem:
{\displaystyle s(t)=Asin(\omega _{0}t\,+\Delta \,\psi \ x(t))}, kde
{\displaystyle A} – je amplituda signálu
{\displaystyle \omega _{0}\ } – je úhlová rychlost nosného signálu
{\displaystyle \Delta \,\psi } – je fázový posun
{\displaystyle x(t)} – je okamžitá hodnota modulačního signálu
V případě BPSK nabývá modulační signál x(t) pouze dvou hodnot -1 a 1, resp. reprezentuje binární symboly 0 nebo 1, tedy:
{\displaystyle s_{1}(t)=Asin(\omega _{0}t+\Delta \ \psi )}, pro x(t) = 1 pro 1
{\displaystyle s_{2}(t)=Asin(\omega _{0}t-\Delta \ \psi )}, pro x(t) = -1 pro 0
Pro maximální odlišení signálu při přenosu jednotlivých symbolů (aby se minimalizovala pravděpodobnost chyby při příjmu zprávy) se použije posun fáze rovný {\displaystyle \Delta \psi ={\frac {\pi }{2}}}, takže:
{\displaystyle s_{1}(t)=Acos\omega _{0}\ }
{\displaystyle s_{2}(t)=-Acos\omega _{0}\ }

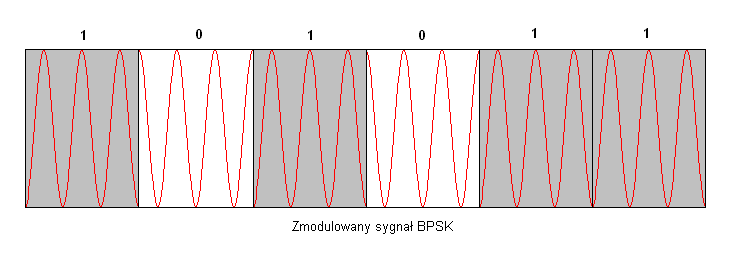
Modulovaný BPSK signál

Pro amplitudové spektrum platí přibližně:
{\displaystyle S_{PBSK}(\omega )\approx {\frac {1}{4}}A^{2}TSa^{2}{\frac {(\omega -\omega _{0})T}{2}}}
Odtud pro rychlost přenosu platí:
{\displaystyle R_{B}={\frac {R}{B_{PSK}}}={\frac {f_{T}}{f_{T}}}=1}
{\displaystyle R} – rychlost přenosu
{\displaystyle B_{PSK}} – šířka pásma PSK signálu

Graficky může být BPSK signál reprezentován jako body {\displaystyle s_{1}(t)} i {\displaystyle s_{2}(t)} na konstelačním diagramu, kde pro hodnotu na vodorovné ose platí:

Konstelační diagram BPSK

{\displaystyle \phi _{1}(t)={\sqrt {\frac {2}{T}}}\cos \omega _{0}}
a na svislé ose:
{\displaystyle \phi _{2}(t)=-{\sqrt {\frac {2}{T}}}\sin \omega _{0}}
Energie signálu E je dána vztahem:
{\displaystyle E={\frac {A^{2}T}{2}}}
{\displaystyle s_{1}(t)} a  {\displaystyle s_{2}(t)}  mohou být nyní vyjádřeny takto:
{\displaystyle s_{1}(t)={\sqrt {E}}\phi _{1}(t)}
{\displaystyle s_{2}(t)=-{\sqrt {E}}\phi _{1}(t)}